# Kohei Inoue
Kohei Inoue (født 5. oktober 1978) er en tidligere japansk fodboldspiller.
Han har spillet for flere forskellige klubber i sin karriere, herunder JEF United Ichihara og Albirex Niigata.